# Stephanie Knauer

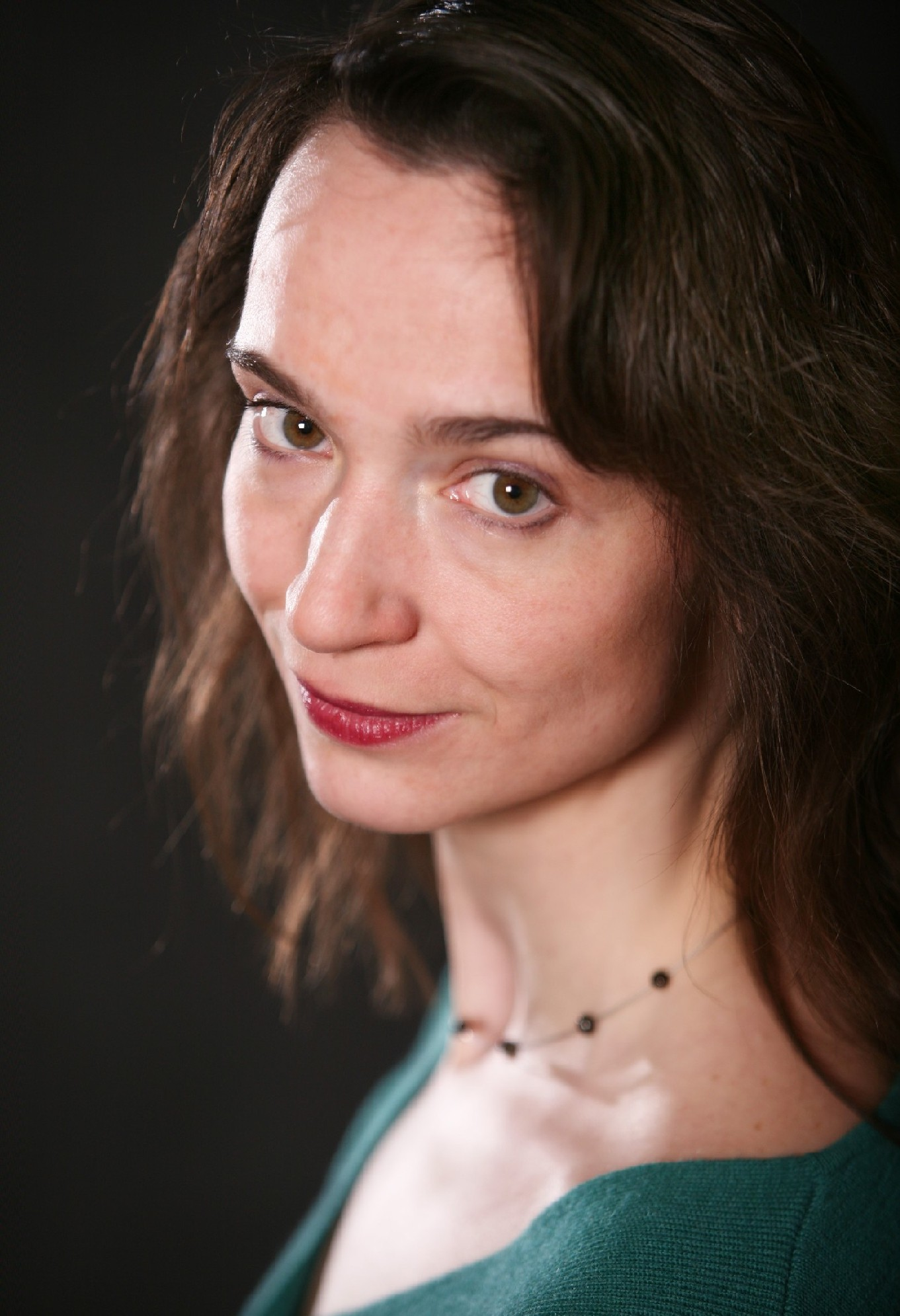
Stephanie Knauer

Stephanie Knauer (* 1971 in Augsburg) ist eine deutsche Pianistin, Journalistin und Pädagogin. 

## Leben
Nach dem Abitur am musischen Gymnasium Maria Stern Augsburg 1991 studierte sie an der Musikhochschule Augsburg/Nürnberg und schloss dieses Studium 2001 „mit Auszeichnung“ ab, 2003 erwarb sie das Meisterklassendiplom. Die Künstlerin hat mit Erfolg an mehreren internationalen Wettbewerben und Stipendien teilgenommen, unter anderem errang sie das Richard-Wagner-Stipendium 1999. Sie besuchte Meisterkurse für Hammerklavier und Cembalo.
Von 2003 bis 2008 unterrichtete sie Korrepetition und „praxisorientiertes Klavierspiel“ an der Musikhochschule Augsburg/Nürnberg. Diesen Lehrauftrag nahm sie ab dem Wintersemester 2009/2010 in dem der Universität Augsburg neu angegliederten Leopold-Mozart-Zentrum wieder auf mit den Lehrfächern „künstlerisches Pflichtfach Klavier“ und „praxisorientiertes Klavierspiel“.
In ihrer künstlerischen Entwicklung hat sie sich der Liedbegleitung zugewandt. Sie ist inzwischen im Jazz-Bereich Mitglied verschiedener Ensembles, tritt aber auch mit klassischer Musik auf, so ist Stephanie Knauer eine der wenigen Pianisten, die auf dem Hammerflügel des Johann Andreas Stein im Leopold-Mozart-Haus Augsburg musizieren dürfen. Darüber hinaus wirkt sie in Opern- und Musiktheater-Produktionen mit, leitete einen Chor und tritt als Solistin auf Kreuzfahrten auf. 2015 präsentierte sie mit anderen Künstlern die Konzertreihe „Klassik im Kloster“ auf der Grünen Woche Berlin.
Neben der Musik vergangener Epochen beschäftigt sich Stephanie Knauer auch mit zeitgenössischen Werken. Daniele Gasparini und Karl F. Gerber haben ihr Kompositionen gewidmet.
Neben der künstlerischen Karriere ist sie als freie Texterin und Journalistin für Agenturen, Zeitungen und Zeitschriften tätig.